# Journal of Number Theory
Journal of Number Theory is een internationaal, aan collegiale toetsing onderworpen wetenschappelijk tijdschrift op het gebied van de getaltheorie.
De naam wordt in literatuurverwijzingen meestal afgekort tot J. Number Theor.
Het wordt uitgegeven door Elsevier en verschijnt maandelijks.
Het eerste nummer verscheen in 1969.